# Heckaufschleppe

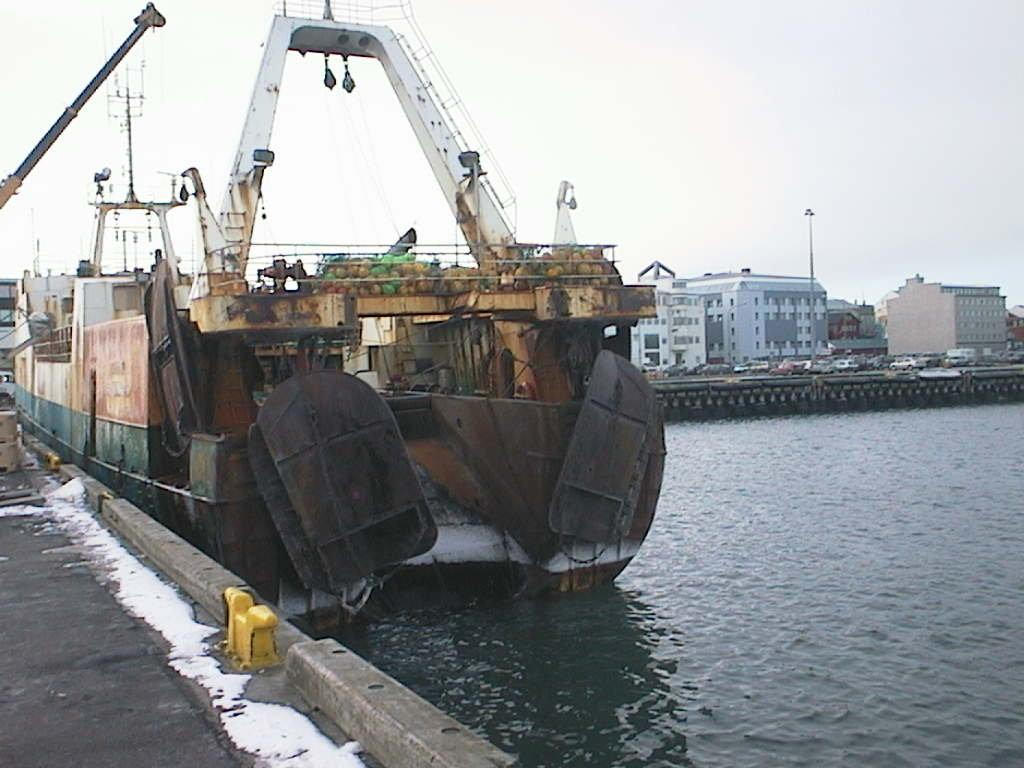
Trawler mit Heckaufschleppe

Die Heckaufschleppe, umgangssprachlich auch Heckschleppe genannt, ist die vom Heck und etwas unter der Wasserlinie in den Schiffsrumpf eingeschnittene Bahn, die nach vorne und hinauf zum Fangdeck führt. Typisch ist eine Heckschleppe für Hecktrawler und Walfangschiffe.
Bei Heckfängern dient die Heckaufschleppe zum Aussetzen und Einholen des Schleppnetzes. Durch die Heckaufschleppe wird eine weitestgehende Mechanisierung des Aussetz- und Einholvorganges der Steerte ermöglicht. Auf Walfangschiffen dient die Heckaufschleppe dem An-Bord-Ziehen der gejagten Großwale.
Eine Heckschleppe nimmt am stumpfen, vertikalen Heck typisch etwa die Hälfte der Schiffsbreite ein und wird von Bögen mit Kranwinden überspannt. Sie kann am Heck mit drehbaren Platten gegen das Einbrechen von Wellen verschließbar sein und/oder am konvex gewölbten Übergang zum etwa horizontalen Fangdeck hochschwenkbare Querklappe, die zugleich einen Rost freilegt, durch das die (kleinen) Fische des Fangs zur Weiterverarbeitung nach unten fallen können.
Auf Walfangschiffen setzte man Heckaufschleppen erstmals in den 1920er-Jahren ein, die Entwicklung des Fischereischiffes zum Heckfänger mit Heckaufschleppe begann kurz nach Ende des Zweiten Weltkrieges mit den britischen Schiffen Oriana und Fairfree.